# Maria Golopența-Alexandru
Maria Golopența (nume după căsătorie: Alexandru; n. 30 decembrie 1939, Plugova, România – d. 27 noiembrie 2024, Băile Herculane, Caraș-Severin, România) a fost o jucătoare de tenis de masă și antrenoare română.

## Cariera în tenis de masă
Din 1957 până în 1980 a câștigat mai multe medalii la competiții de simplu, dublu și cu echipa în Campionatele Europene și în Campionatele Mondiale de tenis de masă.
Între 1953 și 1979 a jucat în douăsprezece Campionate Mondiale, câștigând trei medalii de aur în concursurile de dublu.
În 1966 a fost campioană europeaă (simplu femei).
Toată cariera a jucat pentru Progresul București. A câștigat, de asemenea, unsprezece titluri la  English Open, din care șase titluri la simplu.

## Distincții
A fost Maestră emerită a sportului și Antrenoare emerită. 
În 1961 a fost distinsă cu „Ordinul Muncii” clasa a II-a, iar în 1975, cu ordinul „Meritul Sportiv” clasa I. 
În 1990 a fost aleasă vicepreședintă a Federației Române de Tenis de Masă. 
În anul 2000 i s-a conferit Crucea națională „Serviciul Credincios”, clasa a III-a.